# Quartier de la gare (Limoges)
Pour les articles homonymes, voir Quartier de la Gare (homonymie).
La dénomination de « Quartier de la gare » s'applique à un secteur peu identifiable, peu cernable, que l'on peut résumer aux abords immédiats de la gare de Limoges-Bénédictins, où l'influence architecturale, économique, historique et culturelle de celle-ci est patente.
Il se superpose aux autres quartiers environnants (Grand Treuil, Carnot-Marceau, Montplaisir, etc.) et s'étend principalement au Nord, le long de la voie ferrée et de l'avenue Aristide Briand (plusieurs bâtiments SNCF dont la direction régionale). On peut y inclure le Champ de Juillet, la cité des Coutures voire le quartier Montplaisir.

## Localisation
Il n'existe pas un quartier de la gare, mais bien plusieurs, la gare séparant en quelque sorte le secteur en deux parties bien distinctes :
1. le prolongement du centre-ville, à l'Ouest (dite partie « noble »), avec le Champ de Juillet, les immeubles chics du quartier Jourdan (rue d'Isly, cours Jourdan, les Feuillants) et plus loin le centre historique[1]. L'aménagement urbain est fait de telle sorte que du côté « noble », la gare et son campanile soient vus de loin, par de grandes artères et de grandes perspectives (depuis la place Denis Dussoubs, à 900 mètres en ligne droite au Sud-Ouest. D'ailleurs, l'axe qui relie cette place à la gare, et formé par l'avenue de la Libération et le Champ de Juillet, est parfois comparé à l'axe historique parisien.
2. avec la construction de quartiers ouvriers cheminots (la partie dite « modeste »), eux-mêmes divisés en deux :

- au Nord, le long de l'avenue Aristide Briand, des maisons individuelles basses, datant pour les plus anciennes du début du XXe siècle.
- à l'Est, la cité des Coutures, bâtie en même temps que la gare, entre 1925 et 1932, qui accueillit dès le début de nombreux cheminots, et le quartier Montplaisir (maisons individuelles de trois étages, habitation à bon marché).

La gare, de ce côté de la ville, en particulier depuis les hauteurs de l'avenue Aristide Briand, surplombée, et cachée derrière les quartiers modestes du Puy Imbert, du Grand Treuil, de la Brégère, de Montplaisir, de la place Marceau.
Les quartiers ont comme point commun l'absence de centralité. L'attractivité marchande demeure faible (pas de centre commercial, un seul hôtel de grand standing, installé sur le parking face au centre intermodal), il n'y a pour ainsi dire pas de pôle tertiaire : le quartier abrite peu de services (pas d'espaces de congrès, seules quelques administrations). Enfin, la qualité des logements des rues avoisinantes reste variable. Néanmoins, divers projets plus ou moins aboutis laissent penser que le quartier de la gare pourrait se voir dynamisé dans les années prochaines. Le développement démographique, économique et touristique de l'agglomération limougeaude, la proximité du centre-ville et donc la bonne situation du quartier par rapport aux axes de liaison (autoroute A20 à 1 500 mètres), et enfin la perspective de la création de la LGV Poitiers - Limoges, sont autant de facteurs éventuels d'un relancement du quartier de la gare. 

## L'influence économique de la gare

### L'exposition de 1858
Deux ans après l'arrivée du train, en 1858, la première gare étant achevée, est organisée par Napoléon III une grande exposition, l'« Exposition des produits industriels, artistiques et agricoles du Centre de la France », qui se tient du 14 juin au 26 juillet. La politique du Second Empire s'attache en effet à la tenue de grands évènements provinciaux, qui à la fois permettent au régime d'asseoir sa popularité, de développer les échanges économiques, et de suivre les innovations techniques et les pratiques culturelles de la France. Douze départements limitrophes de la Haute-Vienne et mille exposants sont conviés à l'exposition qui draine en quelques semaines jusqu'à 60 000 visiteurs.
Cette exposition permet semble-t-il deux interprétations paradoxales quant à ses enjeux. D'une part, l'organisation de l'évènement laisse percevoir une volonté politique de centralisme et de constitution d'une « communauté nationale », Napoléon III s'en remettant au mythe d'une unité celtique. D'autre part, c'est de ce type de manifestations que l'idée régionaliste semble émerger. Quoi qu'il en soit, l'exposition permet aux visiteurs et aux autorités de prendre la mesure de ce qu'on considère comme étant la fin d'un isolement, comme le relate la revue Le Conciliateur, le 15 juillet 1858. De plus, la tenue de l'exposition fait naître l'espoir d'une accélération du désenclavement ferroviaire de la région entière, notamment autour de la ligne Limoges-Montluçon, primordiale dans le transport des matières minérales.

### Aménagement urbain auXIXesiècle
Par ailleurs, la construction de la première gare et l'arrivée des voies ferrées engage logiquement la nécessité d'un aménagement urbanistique, dans une ville dont on critique régulièrement la structuration. Au cours du XIXe siècle, le point noir est sans nul doute l'impact de l'urbanisme, mal maîtrisé entre reconstructions après incendies et destructions de quartiers mal gérés, sur l'hygiène. L'arrivée du train est donc l'occasion de repenser le quartier attenant, même si c'est plutôt sous Othon Péconnet, maire de 1862 à 1867 que les premiers travaux d'envergure se font.

### Vers un quartier industriel

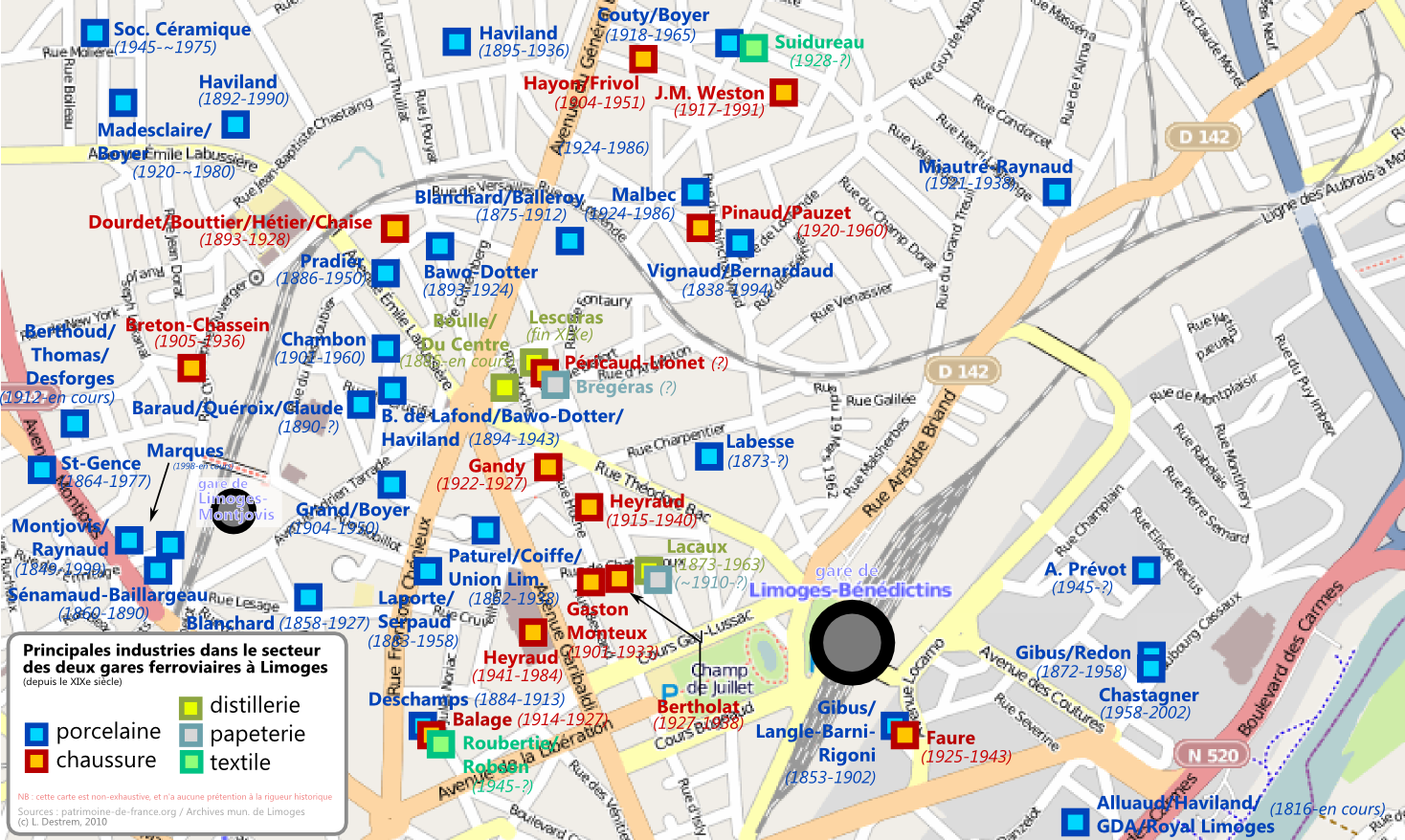
Plan des abords de la gare et des industries présentes, entre le début du XIXe siècle et nos jours

Parallèlement à la construction de grandes cités ouvrières, parmi lesquelles la Cité des Coutures, achevée en 1932, œuvre de Roger Gonthier jouxtant le site de la gare, le développement industriel de Limoges, dès le milieu du XIXe siècle, favorise l'implantation d'usines à proximité des deux gares de la ville, comme le fait Théodore Haviland en implantant sa grande usine de porcelaine avenue Émile Labussière en 1892. En effet, une telle situation des fabriques permettait un rapide approvisionnement en charbon. On estime d'ailleurs, en 1912, à 123 633 tonnes le charbon acheminées par le train jusqu'à la gare de Limoges, la moitié étant brûlée par l'industrie porcelainière. Et si c'est plutôt du côté de la gare Montjovis que les usines se regroupent, deux concentrations s'effectuent, l'une autour du faubourg des Casseaux, en bord de Vienne, l'autre dans le quartier du Chinchauvaud, de part et d'autre du quartier de la gare.
Cependant, l'arrivée du chemin de fer ne permet que partiellement de contrebalancer l'éloignement des grands centres d'échanges. Par ailleurs, Limoges semble souffrir de l'absence d'axes connexes, la Vienne n'étant pas navigable commercialement. C'est pourquoi se développe plutôt une industrie de main d'œuvre, à faible tonnage mais au coût de production et à la valeur élevés. Outre l'industrie porcelainière très représentée dans ce grand quartier industrieux qui se constitue entre la gare des Charentes et la Vienne, entre autres près de la gare par l'usine Labesse, qui fonctionne dans le quartier du Chinchauvaud dès 1873 et l'industrie textile, l'industrie du cuir, dans une moindre mesure celle du papier, tirent profit du chemin de fer. Ainsi, l'usine de chaussures Heyraud s'implante en 1915 rue Hoche, près du Champ de Juillet, et déménage en 1941 avenue Garibaldi, à proximité. Les chaussures Monteux sont produites entre 1901 et 1933 dans deux grandes usines situées rue Beyrand. De même, la distillerie Lescuras est installée dès les années 1880 rue Armand Barbès, parallèle à la rue Hoche, et le site accueille par la suite successivement des entreprises de chaussure, une imprimerie et une usine de galoches.
Les usines n'ayant pas fait faillite avant la crise des années 1960 et 1970, en particulier les sites porcelainiers, sont délocalisées au cours des années 1980 et 1990 dans la Zone industrielle Nord.

## Le quartier cheminot

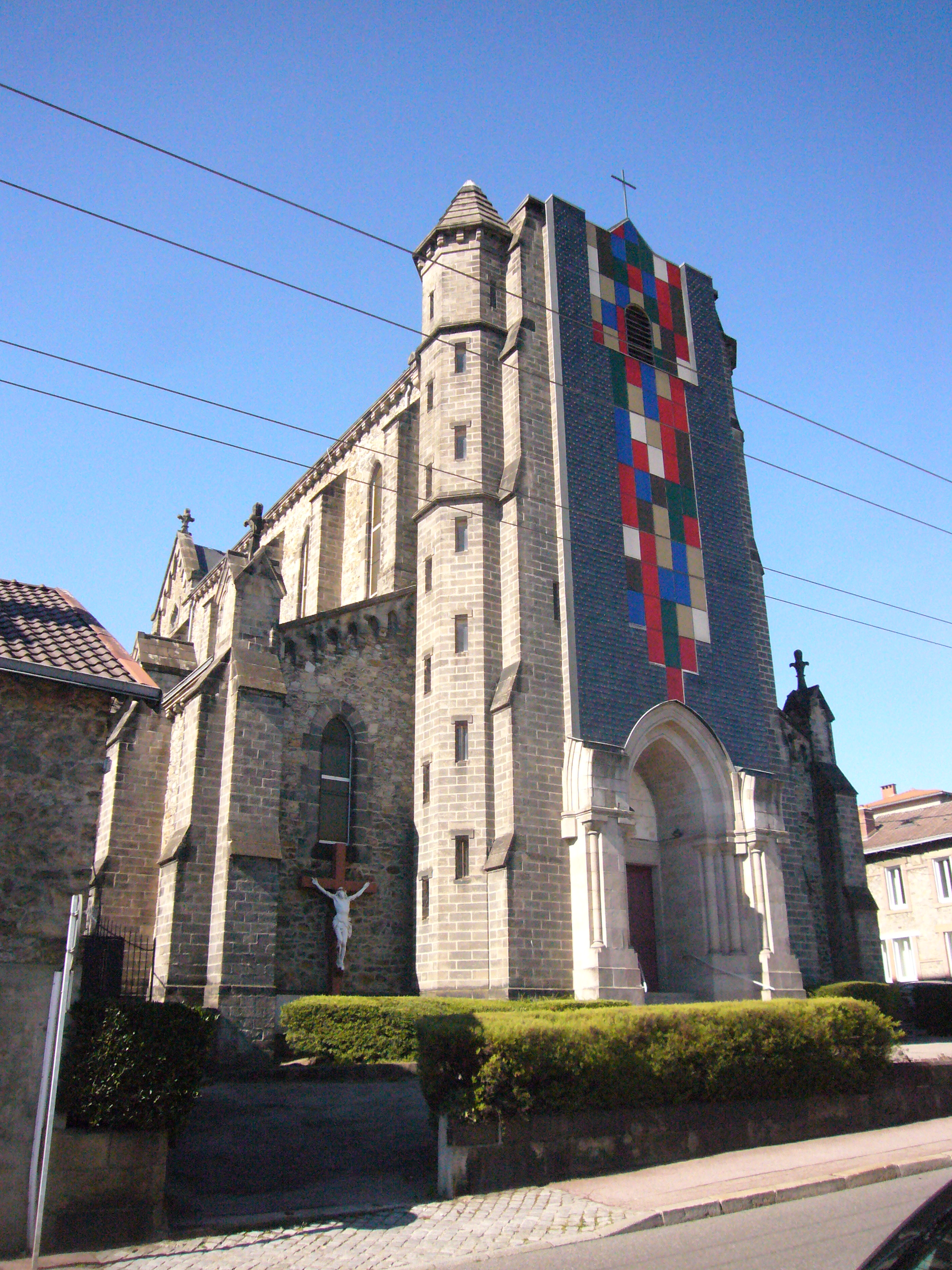
L'église Saint-Paul-Saint-Louis

C'est à la fin du XIXe siècle que commence à se développer un véritable quartier cheminot autour de la gare, de part et d'autre de la rue Aristide Briand, développement qui se poursuit jusqu'aux années 1950. En supplément à la cité des Coutures, dont les occupants sont d'un point de vue socio-professionnel hétéroclites, la cité Malesherbes est construite pour accueillir les employés du chemin de fer, et en 1907 on inaugure l'église Saint-Paul-Saint-Louis.
Avec la suppression progressive de plusieurs dessertes majeures, et suivant la baisse continuelle de l'effectif salarié dans le secteur à Limoges, la « culture ferroviaire » de la ville s'estompe peu à peu pendant la deuxième moitié du XXe siècle, même si les alentours conservent plusieurs marques de ce passé. Demeurent toujours l'ancien économat réservé aux familles de cheminots, l'ancienne cantine, la cité Raoul Dautry et plusieurs équipements de loisirs installés par le comité d'entreprise de la SNCF.
Le quartier abrite par ailleurs, rue Saint-Augustin, le siège du Comité d'établissement SNCF de la région ferroviaire de Limoges, région englobant l'ensemble du territoire du Limousin, ainsi que le Nord du département du Lot et la quasi-totalité du département de l'Indre.